# 朱大衛
朱 大衛（ズ・ダーウェイ、しゅ だいえい、1988年7月25日 - ）は、中華人民共和国の上海市出身の元野球選手（投手）。NPBでの登録名の読みは、日本語読みした「しゅ だいえい」。

## 経歴

### プロ入り前
上海市出身。小学5年生で母と共に来日。中部大学第一高校卒業後、2006年の高校生ドラフトで西武ライオンズに3巡目で指名され入団。背番号は62。高校時代の一学年下には田島慎二らがいた。

### 西武時代
3年目の2009年にはワールド・ベースボール・クラシックの中国代表に選出され、1次ラウンドの韓国戦に登板した。
しかし、一軍登板がないまま、2011年10月9日に戦力外通告を受けた。12月2日、自由契約公示された。

### 中国時代
2012年より地元上海に戻り、上海ゴールデンイーグルスに入団。背番号は12となった。
2013年のWBCワールド・ベースボール・クラシック（World Baseball Classic）の中国代表に2大会連続で選出。中国代表での背番号は62で、ライオンズ時代と同じである。
引退後は、日本に戻り、銀座で飲食店を経営している。

## 人物
最速148km/hの速球を武器としているが、配球精度は良くない。
中国籍だが、日本の高校を卒業しているためNPBでは外国人枠が適用されず日本人選手扱いとなっている。滞日期間が長いため、日本語は非常に流暢である。オフの間は、母校の中部大学第一高等学校で自主トレを行っている。
一部の雑誌などでは「朱大ヱ」と表記されている事もある（「衛」を簡体字で表記すると「ヱ」に近くなるため）。

## 詳細情報

### 年度別投手成績
- 一軍公式戦出場なし

### 背番号
- 62 （2007年 - 2011年）
- 12 （2012年 - 2014年）